# Ballon solaire

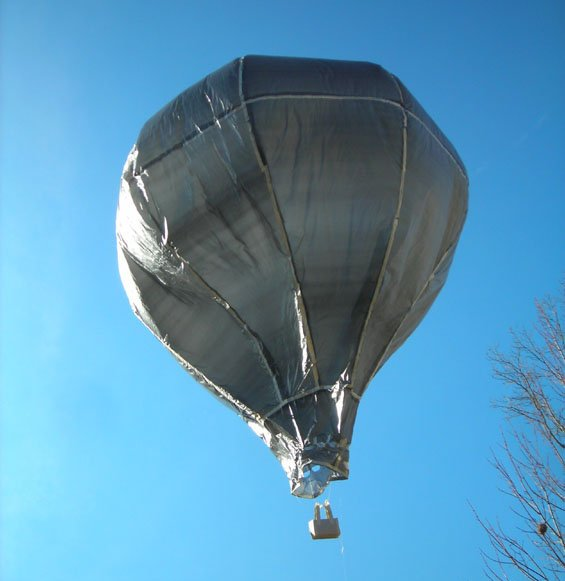
Ballon solaire

Le ballon solaire est un aérostat semblable à la montgolfière sauf qu'il n'utilise pas de brûleur, ni aucune autre source de chaleur excepté celle fournie par le soleil.
Comme les autres aérostats, le ballon solaire est en sustentation grâce à la poussée d'Archimède.

## Généralités
Le ballon solaire est le plus souvent construit et utilisé par des amateurs. Les objectifs d'un vol de ballon solaire sont très variés. Cela peut aller du simple plaisir de le voir voler, jusqu'à l'expérience embarquée avec radio-transmission des données et suivi du ballon par GPS, en passant par la traditionnelle photographie aérienne. Certaines personnes utilisent même leur ballon pour s'élever dans les airs.

### Avantages du ballon solaire
Il y a plusieurs avantages à construire un ballon solaire, parmi eux :
- le coût, il n'est pas nécessaire d'avoir un brûleur ni d'utiliser du gaz.
- le poids, l'absence de brûleur permet d'augmenter la masse de la charge utile.
- la mise en évidence des possibilités d'utilisation de l'énergie solaire.

### Inconvénients
Un tel dispositif a ses inconvénients :
- nécessite des conditions météorologiques favorables (pas ou peu de nuages, température ambiante pas trop élevée, vent faible).
- un vol doit être fait de jour (présence de soleil) et pour cette raison il a une durée déterminée (inconvénient dans le cas d'un dispositif destiné à voler plusieurs jours).

### Dimensions d'un ballon solaire
Les dimensions d'un ballon solaire dépendent de l'utilisation à laquelle il est destiné. On cherche en général à transporter une charge utile de masse définie. Pour soulever cette masse, il faut que le volume du ballon soit suffisamment important.
Pour trouver ce volume minimal, on applique la formule de la poussée d'Archimède. Il faut se fonder sur une différence de masses volumiques entre l'air à l'intérieur du ballon et l'air ambiant.
S'il fait 20 °C de plus dans le ballon qu'à l'extérieur, alors la différence de masses volumiques sera d'environ 80 g/m3.

### Types de vol
On distingue deux types de vol :
- le vol captif, le ballon est attaché au sol par une corde solide reliée à une masse suffisamment importante pour retenir le ballon.
- le vol libre, le ballon n'est pas retenu. Sa trajectoire est soumise aux conditions environnementales.

Un vol en ballon solaire peut être habité ou non. Dans le cas d'un vol habité toutes les précautions doivent être mise en œuvre pour un déroulement sans encombre.

### Gonflage du ballon
Tout dépend de la taille du ballon, voici quelques techniques de gonflage :
- Gonflage manuel : se mettre devant l'ouverture du ballon, maintenir le bas de l'ouverture contre le sol avec les genoux et tenir le haut de l'ouverture avec les mains. Faire entrer de l'air dans le ballon en secouant vivement les mains de haut en bas. Ainsi de l'air entre dans le ballon et le gonfle.
- Avec un ventilateur, il suffit de mettre le ventilateur dans l'ouverture du ballon et de le gonfler.

Une fois le ballon gonflé, il faut attendre qu'il se réchauffe suffisamment pour s'envoler.

### Réchauffement de l'air du ballon
L'air du ballon est réchauffé par les rayonnements du soleil.
L'enveloppe du ballon est un film fin de polyéthylène noir ou transparent qui capte la chaleur des rayonnements solaires (rayons infrarouge)  ce qui a pour effet de réchauffer l'air dans le ballon.

## Composition du ballon

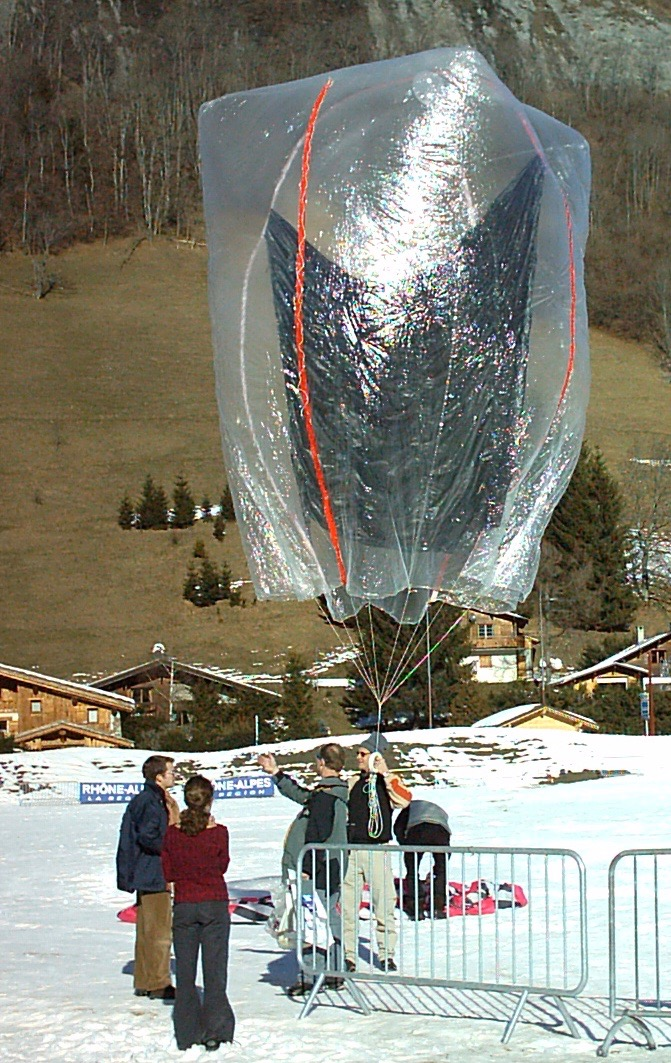
Ballon solaire

Un ballon solaire est relativement simple, c'est pour cela que la construction d'un modèle de taille raisonnable est à la portée de toute personne motivée.

### L'enveloppe du ballon
L'enveloppe du ballon peut être de couleur sombre, noir de préférence afin de capter au mieux la chaleur des rayonnements solaires. 
il est possible d'utiliser d'autres techniques pour faire rayonner les infrarouges dans l'enveloppe :
- Enveloppe transparente avec un film noir suspendu à l'intérieur[1].

- Enveloppe transparente avec en partie basse un film aluminisé pour concentrer le rayonnement (technique du concentrateur solaire du Stratobus)

On utilise un film de polyéthylène d'une épaisseur de 15 à 20 microns. Une épaisseur de 30 microns ou plus donne à l'enveloppe une masse trop grande pour avoir des performances satisfaisantes.
Pour des ballons de taille modeste, des sacs poubelles noirs sont souvent utilisés (attention à leur épaisseur). Pour de plus gros ballons, on utilise une large bobine de film polyéthylène afin de limiter la quantité de raccordements à faire entre les panneaux qui constituent les lés (bandes).
Il existe différentes techniques de raccordements des panneaux plus ou moins résistantes :
- raccordement par ruban adhésif (attention à la qualité du ruban), cela augmente le coût et la masse du ballon ;
- par thermosoudure, technique peu coûteuse mais plus difficile à maîtriser. Une mauvaise thermosoudure peut mener à la déchirure de l'enveloppe. Divers appareils peuvent être utilisés (fer à souder, sèche-cheveux, coupe-corde…).

### La charge utile
La principale caractéristique de la charge utile est sa masse. Son contenu dépendra de ce que l'utilisateur souhaite faire. Les dispositifs suivants sont souvent embarqués :
- appareil photo ou caméra (souvent numérique),
- capteurs de pression et de température,
- émetteur/récepteur radio,
- récepteur GPS.

Il est possible d'imaginer toute sorte d'expérience embarquée à bord du ballon. Mais pensez toujours à la sécurité et la réglementation.

## Historique du ballon solaire
- Mai 1784 : le premier vol solaire (involontaire) d'une montgolfière.
- 1971 : Dominic Michaelis, un ingénieur anglais, réalise un ballon de 10 m de diamètre qui peut déjà lever son fils Stéphane (30 kg) devenu ainsi le premier aérostier en vol captif solaire.
- 1977 : depuis cette date, le CNES (Centre National d'Études Spatiales) a mis au point le ballon MIR (montgolfière infrarouge) pour les vols scientifiques de longue durée dans la stratosphère.
- 1989 à 2000 : recherches d'une Haute École de Physique au Japon qui réalise un ballon solaire de 12,6 m de diamètre, d'environ 1 100 m3.
- 1992 à 1996 : Jean-Paul Domen invente une montgolfière gonflée à la vapeur d'eau. Il fait également breveter une montgolfière solaire de loisir.
- 6 juillet 1997 : Gérard Auvray, ingénieur en électronique et radioamateur, lâche un ballon de 4 m de diamètre qui monte à plus de 18 000 m d'altitude.
- 2001 : Laurent Besset, référence française en matière de ballon solaire, réalise cinq vols libres en Mauritanie.
- 2007 : Premysl Sixta vole en captif sous son ballon solaire sur le lac George (environ à 30 km NW de Canberra) en Australie
- depuis 2007, les élèves d'Emmanuel Thibault du lycée Vaucanson de Tours réalisent des ballons solaires et gagnent de nombreux concours au niveau français, européen et même mondial grâce à leurs travaux.[Quand ?][citation nécessaire]
- 2015 : Le 8 novembre, l'artiste Tomás Saraceno et la Fondation Aerocene[2] lancent la première montgolfière aérosolaire enregistrée depuis le désert de White Sands au Nouveau-Mexique[3].

## Astronautique
La NASA étudie la possibilité d'utiliser les ballons solaires pour l'exploration de la planète Mars, et même de Jupiter et Saturne.